# José Lagunes
José Lagunes (ur. 30 czerwca 1985) – meksykański lekkoatleta specjalizujący się w rzucie oszczepem.
W 2010 był ósmy na mistrzostwach ibero-amerykańskich i piąty na igrzyskach Ameryki Środkowej i Karaibów, a w kolejnym sezonie zajął piątą lokatę w mistrzostwach Ameryki Środkowej i Karaibów oraz startował w igrzyskach panamerykańskich. Zdobył brązowy medal mistrzostw Ameryki Środkowej i Karaibów (2013).
Wielokrotny medalista mistrzostw Meksyku.
Rekord życiowy: 74,79 (28 kwietnia 2011, Toluca).

## Osiągnięcia
| Rok  | Impreza                                  | Miejsce      | Lokata      | Wynik |
| ---- | ---------------------------------------- | ------------ | ----------- | ----- |
| 2010 | Mistrzostwa ibero-amerykańskie           | San Fernando | 8. miejsce  | 67,80 |
| 2010 | Igrzyska Ameryki Środkowej i Karaibów    | Mayagüez     | 5. miejsce  | 68,15 |
| 2011 | Mistrzostwa Ameryki Środkowej i Karaibów | Mayagüez     | 5. miejsce  | 69,37 |
| 2011 | Igrzyska panamerykańskie                 | Guadalajara  | 12. miejsce | 64,70 |
| 2013 | Mistrzostwa Ameryki Środkowej i Karaibów | Morelia      | 3. miejsce  | 69,64 |